# Earth (bài hát của Lil Dicky)
Earth là một bài hát đĩa đơn của nam ca sĩ kiêm rapper người Mỹ Lil Dicky. Đây là một bài hát nhằm quảng bá chiến dịch từ thiện nhằm chống biến đổi khí hậu, bảo vệ môi trường nhân ngày Trái Đất năm 2019 đang diễn ra.
Ca khúc được phát hành vào ngày 19 tháng 4 năm 2019. Ngoài ra trong ca khúc còn có sự tham gia từ 29 nghệ sĩ, gồm cả diễn viên, ca sĩ và rapper cùng biểu diễn.

## Hoàn cảnh ra đời
Tháng 4 năm 2019, Lil Dicky đã nhắn trên trang Twitter về việc cho ra mắt ca khúc mới dự kiến sẽ ra mắt vào giữa tháng sắp tới.
Vài ngày sau, đã có thông báo rằng Justin Bieber sẽ hợp tác với Lil Dicky để cho ra mắt ca khúc Earth và bản thân Bieber cũng đã xác nhận thông tin này.

## Sáng tác và ra mắt MV

### Sáng tác
Ca khúc do nhạc sĩ người Mỹ Benny Blanco và nhạc sĩ kiêm DJ người Na Uy Cashmere Cat sản xuất nhạc và đồng sáng tác lời với nhạc sĩ Jamil Chammas, Ammo và cả chính Lil Dicky; trong đó Lil Dicky và Benny Blanco thay nhau viết lời rap cho ca khúc.

### Ra mắt MV
Lil Dicky cho ra mắt bản teaser của MV cho ca khúc vào ngày 17 tháng 4. MV đầy đủ đã được phát hành vào ngày 19 tháng 4 cùng thời điểm ra mắt ca khúc. Trong MV, các nghệ sĩ đều hóa thân thành các nhân vật hoạt hình ngộ nghĩnh, đáng yêu, lan tỏa thông điệp bảo vệ thiên nhiên, môi trường.

## Đánh giá
Các trang báo và các trang mạng âm nhạc quốc tế đã có những lời nhận xét trái chiều cho Earth, mà đa phần là những lời bình luận không mấy khả quan. Tuy nhiên, vẫn có một số bình luận đáng khen ngợi cho ca khúc này.

## Danh sách nghệ sĩ và đội ngũ thực hiện
Ngoài Lil Dicky thì còn có 29 nghệ sĩ khác tham gia với từng vai diễn khác nhau. Trong đó, có ba nghệ sĩ quốc tế đều có lời hát bằng tiếng bản xứ. Dưới đây là danh sách các nghệ sĩ tham gia ca khúc cùng với đó là đội ngũ thực hiện ca khúc.

### Nghệ sĩ tham gia
- Lil Dicky trong vai Con người
- Justin Bieber trong vai Khỉ đầu chó
- Ariana Grande trong vai Ngựa vằn
- Halsey trong vai Sư tử con
- Zac Brown trong vai Bò
- Brendon Urie trong vai Heo
- Hailee Steinfeld trong vai Nấm
- Wiz Khalifa trong vai Chồn
- Snoop Dogg trong vai Cây cần sa
- Kevin Hart trong vai Kanye West
- Adam Levine trong vai Kền kền
- Shawn Mendes trong vai Tê giác
- Charlie Puth trong vai Hươu cao cổ
- Sia trong vai Chuột túi
- Miley Cyrus trong vai Voi
- Lil Jon trong vai Nghêu
- Rita Ora trong vai Sói
- Miguel trong vai Sóc
- Katy Perry trong vai Ngựa con
- Lil Yachty trong vai HPV
- Ed Sheeran trong vai Gấu túi
- Meghan Trainor trong vai du khách
- Joel Embiid trong vai du khách
- Tory Lanez trong vai du khách
- John Legend và Backstreet Boys tham gia phần hát bè
- PSY trong vai Ngân Hà
- Bad Bunny trong vai Trái Đất
- Ngô Diệc Phàm trong vai Everest
- Leonardo DiCaprio trong vai khách mời là nhà từ thiện

### Đội ngũ thực hiện
- Lil Dicky - viết lời
- Ammo - soạn nhạc
- Jamil Chammas - viết lời
- Benny Blanco - viết lời, sản xuất nhạc, phối khí
- Cashmere Cat - soạn nhạc, phối khí
- Dirty Burd - thu âm

## Bảng xếp hạng
| Xếp hạng (2019)                        | Xếp hạng chung cuộc |
| -------------------------------------- | ------------------- |
| Úc (ARIA)                              | 17                  |
| Áo (Ö3 Austria Top 40)                 | 27                  |
| Bỉ (Ultratip Flanders)                 | 1                   |
| Canada (Canadian Hot 100)              | 3                   |
| Cộng hòa Séc (Singles Digitál Top 100) | 18                  |
| Đan Mạch (Tracklisten)                 | 12                  |
| Đức (GfK)                              | 77                  |
| Hungary (Stream Top 40)                | 38                  |
| Ireland (IRMA)                         | 18                  |
| Japan (Japan Hot 100)                  | 81                  |
| Lithuania (AGATA)                      | 57                  |
| Hà Lan (Single Top 100)                | 36                  |
| New Zealand (Recorded Music NZ)        | 20                  |
| Na Uy (VG-lista)                       | 11                  |
| Scotland (OCC)                         | 26                  |
| Slovakia (Singles Digitál Top 100)     | 29                  |
| Thụy Điển (Sverigetopplistan)          | 35                  |
| Thụy Sĩ (Schweizer Hitparade)          | 42                  |
| Anh Quốc (OCC)                         | 21                  |
| Hoa Kỳ Billboard Hot 100               | 17                  |

## Chứng nhận
| Quốc gia                                                    | Chứng nhận | Số đơn vị/doanh số chứng nhận |
| ----------------------------------------------------------- | ---------- | ----------------------------- |
| Canada (Music Canada)                                       | Platinum   | 80.000‡                       |
| Anh Quốc (BPI)                                              | Silver     | 200.000‡                      |
| Hoa Kỳ (RIAA)                                               | Platinum   | 1.000.000‡                    |
| ‡ Chứng nhận dựa theo doanh số tiêu thụ và phát trực tuyến. |            |                               |